# 皮萨尼耶尔
皮萨尼耶尔（法語：Puy-Sanières，法語發音：[pɥi sanjɛʁ]）是法国上阿尔卑斯省的一个市镇，属于加普区。

## 地理
皮萨尼耶尔（44°33'29"N, 6°26'3"E）面积11.38 平方千米，位于法国普罗旺斯-阿尔卑斯-蓝色海岸大区上阿尔卑斯省，该省份为法国东南部内陆省份，北起萨瓦省，西北接伊泽尔省，西南接德龙省，南至上普罗旺斯阿尔卑斯省，东北部与意大利接壤。
与皮萨尼耶尔接壤的市镇（或旧市镇、城区）包括：克罗、昂布兰、皮圣厄塞布、萨维讷勒拉克。

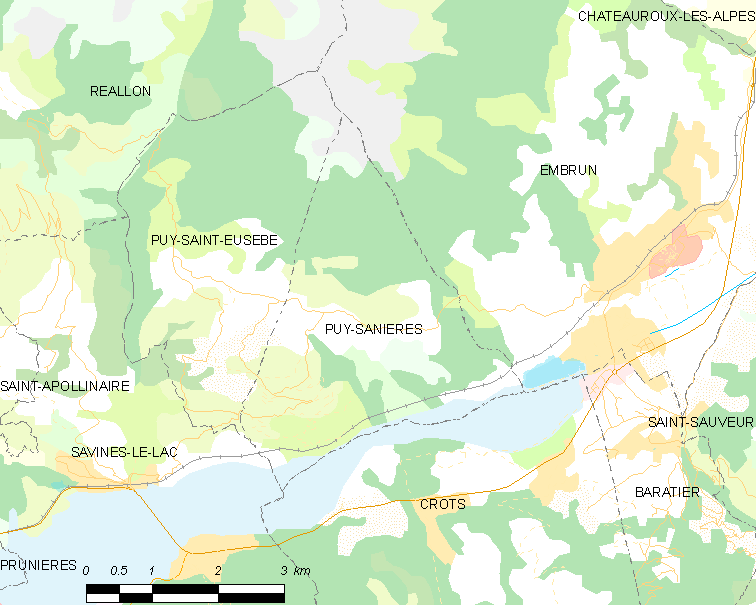
皮萨尼耶尔的OSM定位图

皮萨尼耶尔的时区为UTC+01:00、UTC+02:00（夏令时）。

## 行政
皮萨尼耶尔的邮政编码为05200，INSEE市镇编码为05111。

## 政治
皮萨尼耶尔所属的省级选区为绍尔日县。

## 人口

1962-2008年间皮萨尼耶尔人口变化图示

皮萨尼耶尔于2022年1月1日时的人口数量为281人。